# Деле, Джонатан
Джонатан Деле (англ. Jonathan Dele; 20 октября 1946, Лагос — 29 апреля 2017, Ибадан) — нигерийский боксёр, представитель лёгкой весовой категории. Выступал за сборную Нигерии по боксу во второй половине 1960-х годов, серебряный призёр чемпионата Африки, участник летних Олимпийских игр в Мехико. В период 1969—1977 годов боксировал также на профессиональном уровне, владел титулом чемпиона Содружества в лёгком весе.

## Биография
Джонатан Деле родился 20 октября 1946 года в Лагосе, Нигерия.

### Любительская карьера
Дебютировал в боксе на взрослом международном уровне в сезоне 1966 года, когда вошёл в основной состав нигерийской национальной сборной и выступил на Играх Британской империи и Содружества наций в Кингстоне, где на стадии четвертьфиналов полулёгкой весовой категории был побеждён представителем Ямайки Харальдом Уэстом.
В 1968 году в лёгком весе выиграл серебряную медаль на чемпионате Африки в Замбии и благодаря череде удачных выступлений удостоился права защищать честь страны на летних Олимпийских играх в Мехико. В категории до 60 кг благополучно прошёл первого соперника по турнирной сетке, тогда как во втором бою со счётом 0:5 потерпел поражение от итальянца Энцо Петрильи и таким образом выбыл из борьбы за медали.

### Профессиональная карьера
Вскоре по окончании Олимпиады Деле покинул расположение боксёрской команды Нигерии и в марте 1969 года успешно дебютировал на профессиональном уровне. Выступал преимущественно на территории Испании, одержав в течение последующих лет множество побед над разными соперниками.
В мае 1975 года завоевал вакантный титул чемпиона Содружества в лёгкой весовой категории, выиграв по очкам у шотландца Джима Уотта (23-4). Сумел дважды защитить полученный чемпионский пояс, лишился его в октябре 1977 года в результате поражения от Леннокса Блэкмура (13-1) и на том завершил спортивную карьеру.
В общей сложности провёл на профессиональном ринге 58 боёв, из них 40 выиграл (в том числе 24 досрочно), 10 проиграл, тогда как в восьми случаях была зафиксирована ничья.
Умер 29 апреля 2017 года в городе Ибадан в возрасте 70 лет.